# Sami Vatanen
Sami Vatanen, född 3 juni 1991 i Jyväskylä, är en finländsk professionell ishockeyspelare som spelar för Dallas Stars i NHL.
Han har tidigare spelat för New Jersey Devils, Carolina Hurricanes och Anaheim Ducks i NHL, Norfolk Admirals i AHL och JYP i FM-Ligan.
Vatanen valdes av Anaheim Ducks som 106:e spelare totalt i NHL-draften 2009.

## Spelarkarriär

### NHL

#### Anaheim Ducks
Han spelade mellan 2013 och 2017 i Anaheim Ducks.

#### New Jersey Devils
30 november 2017 blev han tradad till New Jersey Devils tillsammans med ett villkorligt draftval, i utbyte mot Adam Henrique, Joseph Blandisi och ett draftval i tredje rundan 2019.

## Klubbar
- JYP Moderklubb—2012
- Norfolk Admirals 2012—2014
- Anaheim Ducks 2013–2017
- New Jersey Devils 2017–2020
- Carolina Hurricanes 2020
- New Jersey Devils 2020–2021
- Dallas Stars 2021–